# Poggio Renatico
Poggio Renatico es un municipio situado en el territorio de la provincia de Ferrara, en Emilia-Romaña (Italia).

## Demografía
| Gráfica de evolución demográfica de Poggio Renatico entre 1861 y 2001 |
|                                                                       |
| Fuente ISTAT - elaboración gráfica de Wikipedia                       |